# Vitamin Well
 (juillet 2025).

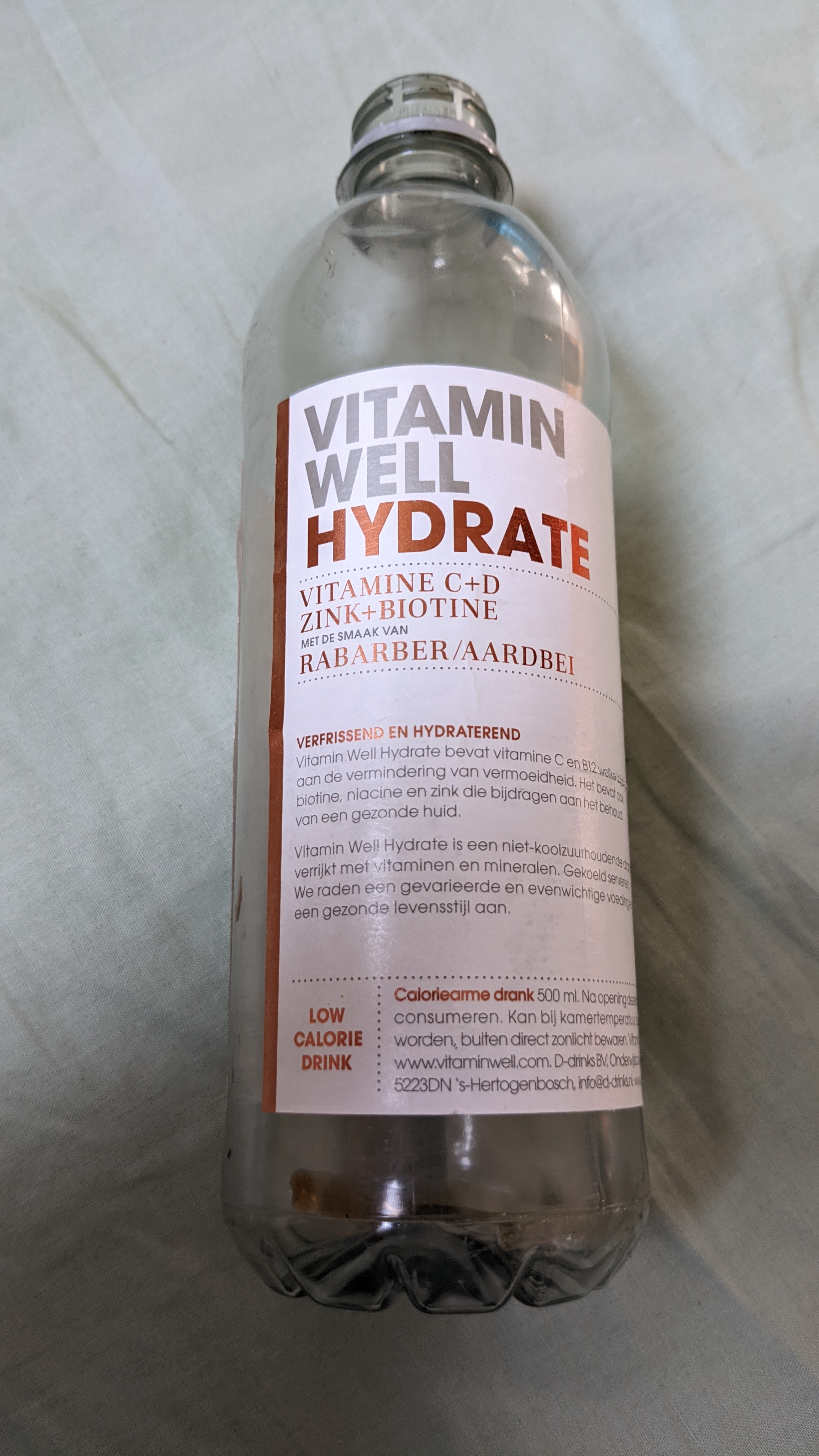
Une bouteille de Vitamin Well

Vitamin Well est une entreprise suédoise et une marque de boissons vitaminées. La société est fondée en 2006 par Jonas Pettersson et les boissons sont commercialisées en mai 2008. L'ambition est alors de créer une boisson vitaminée sans sucre.
La société possède également les marques Nocco, Barebells et Nobe Aloe Vera.

## Gamme
Lors du lancement en mai 2008, trois saveurs existent : Vitamin Everyday au goût de pomme, Vitamin Care au goût de pamplemousse et Vitamin Defence au goût de citron et de sureau. Plus tard, d'autres saveurs sont également lancées.
En 2014, une collaboration débute avec Zlatan Ibrahimović et en mars 2015, il lance sa propre boisson, Vitamin Well Upgrade, au goût de cactus et de citron vert. La collaboration se termine en janvier 2018.
Vitamin Well, en plus des boissons vitaminées, lance également des boissons pour sportifs, nommées Sport 001 et Sport 002 (au goût de citron et de citron vert) ainsi que Sport 003, dont les deux dernières sont sans sucre. Toutes ces boissons contiennent cependant, à l'instar des boissons vitaminées, également des vitamines.
En Suisse, elles sont importées par Trivarga. Les modèles suivants sont disponibles en magasins : Reload, Hydrate, Boost, Awake, Recover, Raspberry Zero, Protect, Antioxydant, Peach Zero, Sport 002 et Sport 001.